# Roy J. Plunkett
Sir Roy J. Plunkett (New Carlisle, 26 giugno 1910 – Corpus Christi, 12 maggio 1994) è stato un chimico statunitense, noto per aver sintetizzato il politetrafluoroetilene (PTFE), più conosciuto come "Teflon".

## Primi anni e istruzione
Plunkett è nato a New Carlisle, in Ohio, ed ha frequentato la Newton High School di Pleasant Hill.
Si è laureato presso la Manchester University di North Manchester in chimica nel 1932, per poi completare il dottorato di ricerca in chimica nel 1936 presso l'Università statale dell'Ohio, con un lavoro sul meccanismo di ossidazione dei glucidi (The Mechanism of Carbohydrate Oxidation).

## Carriera
Nel 1936 è stato assunto come chimico ricercatore da DuPont presso il loro Jackson Laboratory di Deepwater.
La scoperta accidentale del Teflon è stata descritta dallo stesso Plunkett in occasione di un incontro nazionale dell'American Chemical Society nell'aprile del 1986, a New York:
(Roy J. Plunkett, The History of Polytetrafluoroethylene: Discovery and Development)
Ha ricoperto il ruolo di capo chimico nella produzione di piombo tetraetile (TEL) presso la DuPont dal 1939 al 1952, per poi dirigere la produzione di freon, sempre presso DuPont, prima di andare in pensione nel 1975.
È morto di cancro il 12 maggio 1994 nella sua casa in Texas, all'età di 83 anni.

## Riconoscimenti
- 1951 – John Scott Medal, ricevuta dalla città di Filadelfia per l'invenzione di un prodotto utile al «comfort, benessere e felicità dell'umanità».[5][6]
- 1973 – Ammissione alla Plastics Hall of Fame.[7]
- 1985 – Ammissione alla National Inventors Hall of Fame.[8]